# Jaroslavskij (Territorio del Litorale)
Jaroslavskij (in russo Ярославский?) è un insediamento di tipo urbano dell'Estremo Oriente russo (Territorio del Litorale). Fa parte del distretto Chorol'skij.
Si trova nella parte meridionale della regione, 30 km a sud-est del centro amministrativo del distretto, il villaggio di Chorol'.